# Franz Hardeweg
Franz Hardeweg (* 14. Oktober 1884 in Runstedt im Kreis Helmstedt; † 8. Juli 1954 in Braunschweig) war deutscher Politiker (CDU) und Abgeordneter des Ernannten Braunschweiger Landtages.
Hardeweg arbeitete als Bäckermeister und war vom 21. Februar 1946 bis 21. November 1946 Mitglied des Ernannten Braunschweigischen Landtages.

## Quelle
- Barbara Simon: Abgeordnete in Niedersachsen 1946–1994. Biographisches Handbuch. Hrsg. vom Präsidenten des Niedersächsischen Landtages. Niedersächsischer Landtag, Hannover 1996, S. 140.

| Personendaten    | Personendaten               |
| ---------------- | --------------------------- |
| NAME             | Hardeweg, Franz             |
| KURZBESCHREIBUNG | deutscher Politiker (CDU)   |
| GEBURTSDATUM     | 14. Oktober 1884            |
| GEBURTSORT       | Runstedt im Kreis Helmstedt |
| STERBEDATUM      | 8. Juli 1954                |
| STERBEORT        | Braunschweig                |